# Üetliberg (berg)
De Üetliberg (ook gespeld als Uetliberg) is een berg in het Zwitsers plateau. De berg is 873 meter hoog. Vanaf de top heeft men onder andere uitzicht over Zürich en het meer van Zürich.
Op de berg zijn twee torens gebouwd: een uitkijktoren (herbouwd in 1990) en de Uetliberg televisietoren (132 m, gebouwd in 1968). De berg is vanuit Zürich per trein in 20 minuten te bereiken.

## Afbeeldingen

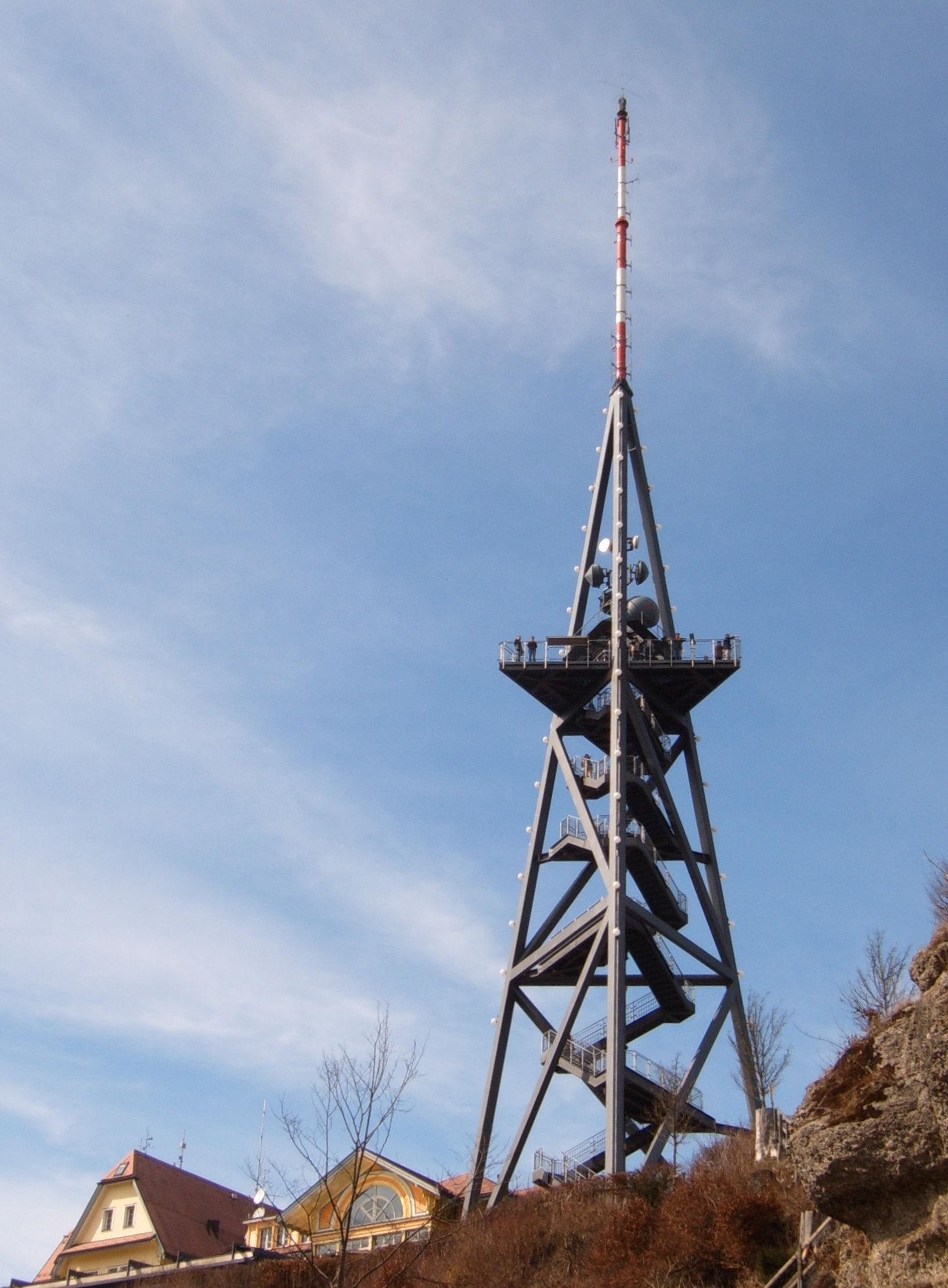
Uetliberg uitkijktoren
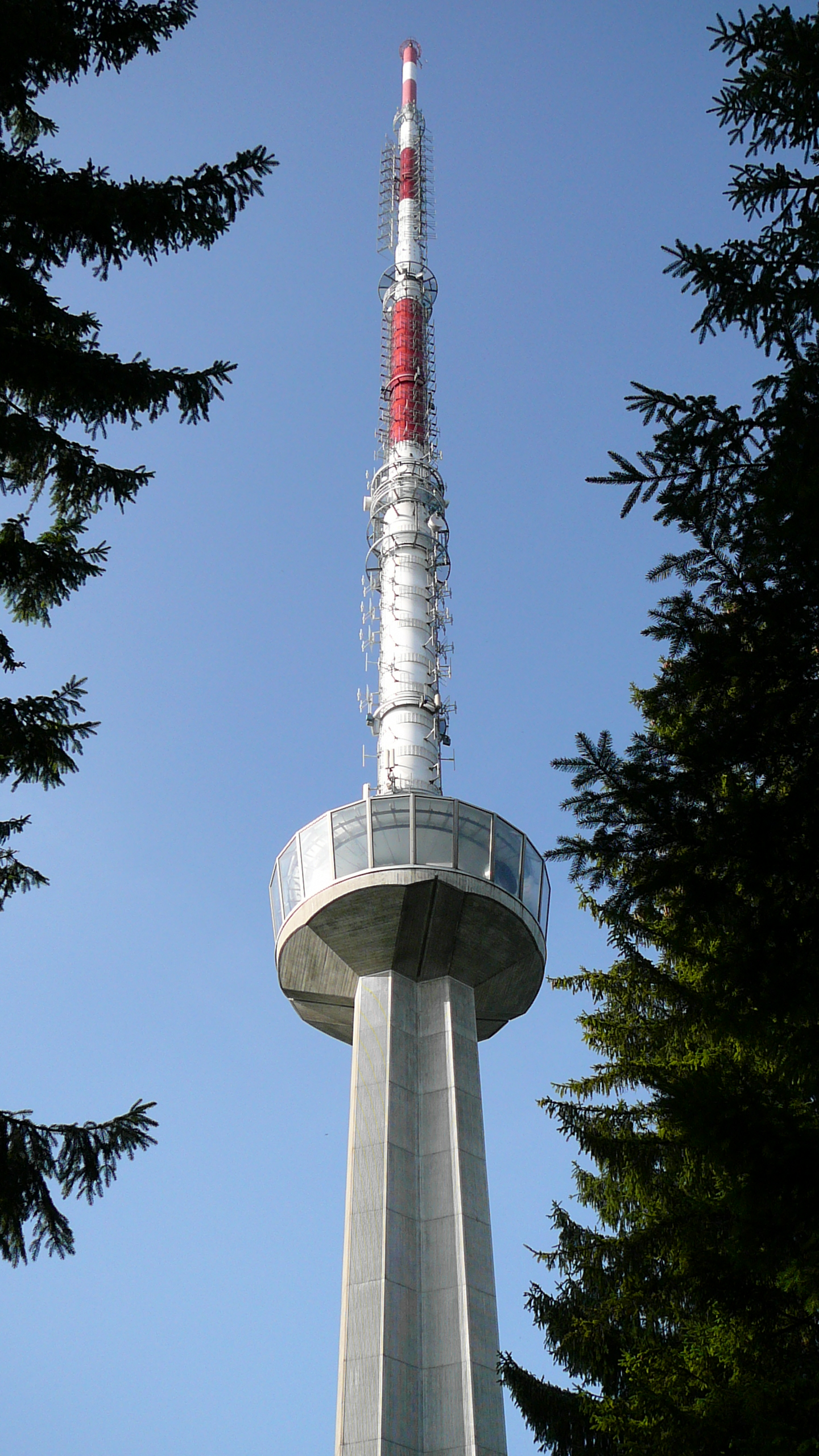
Uetliberg televisietoren
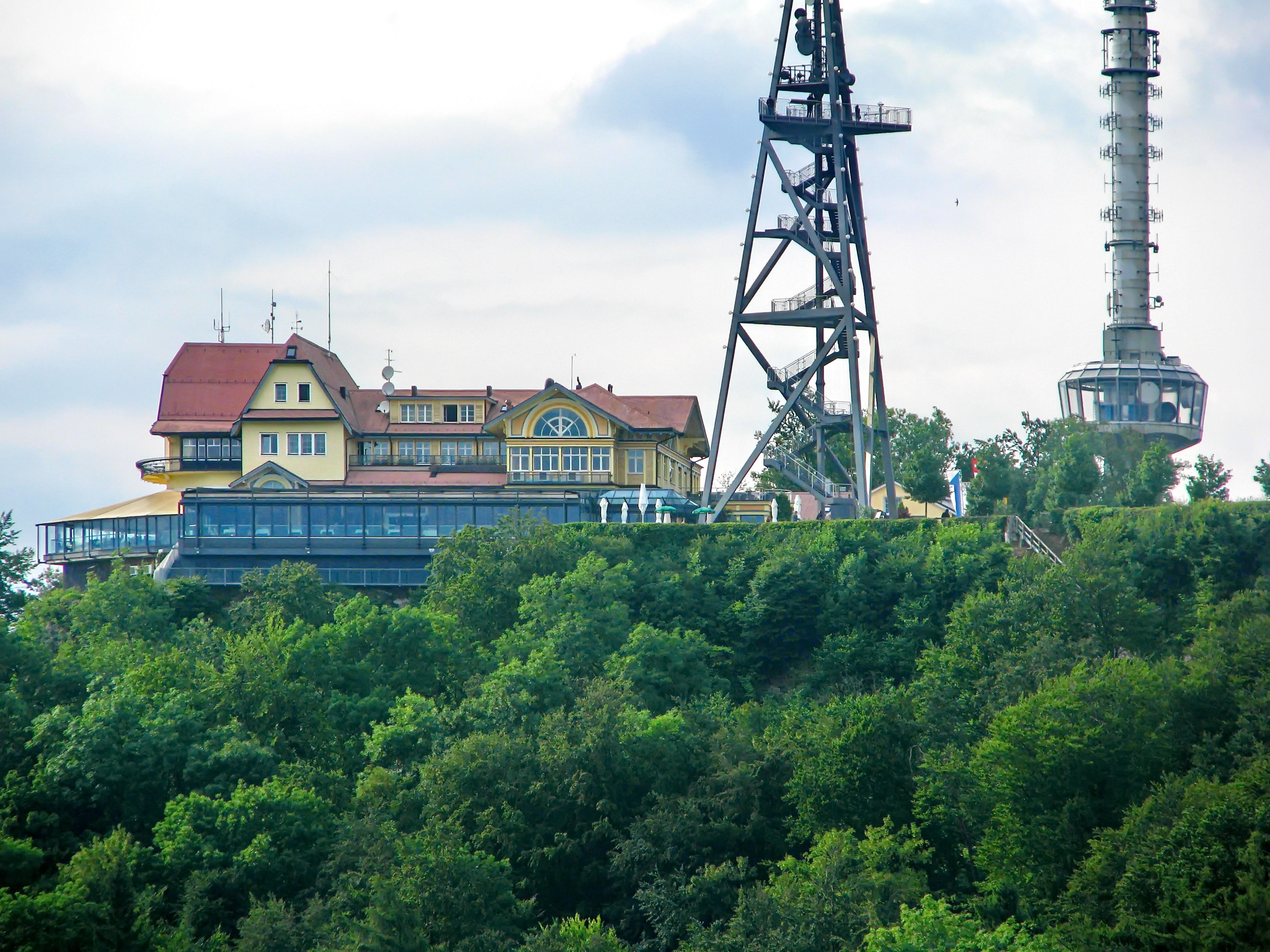
Uto Kulm (Top van Zürich)
De berg gezien vanuit Zürich
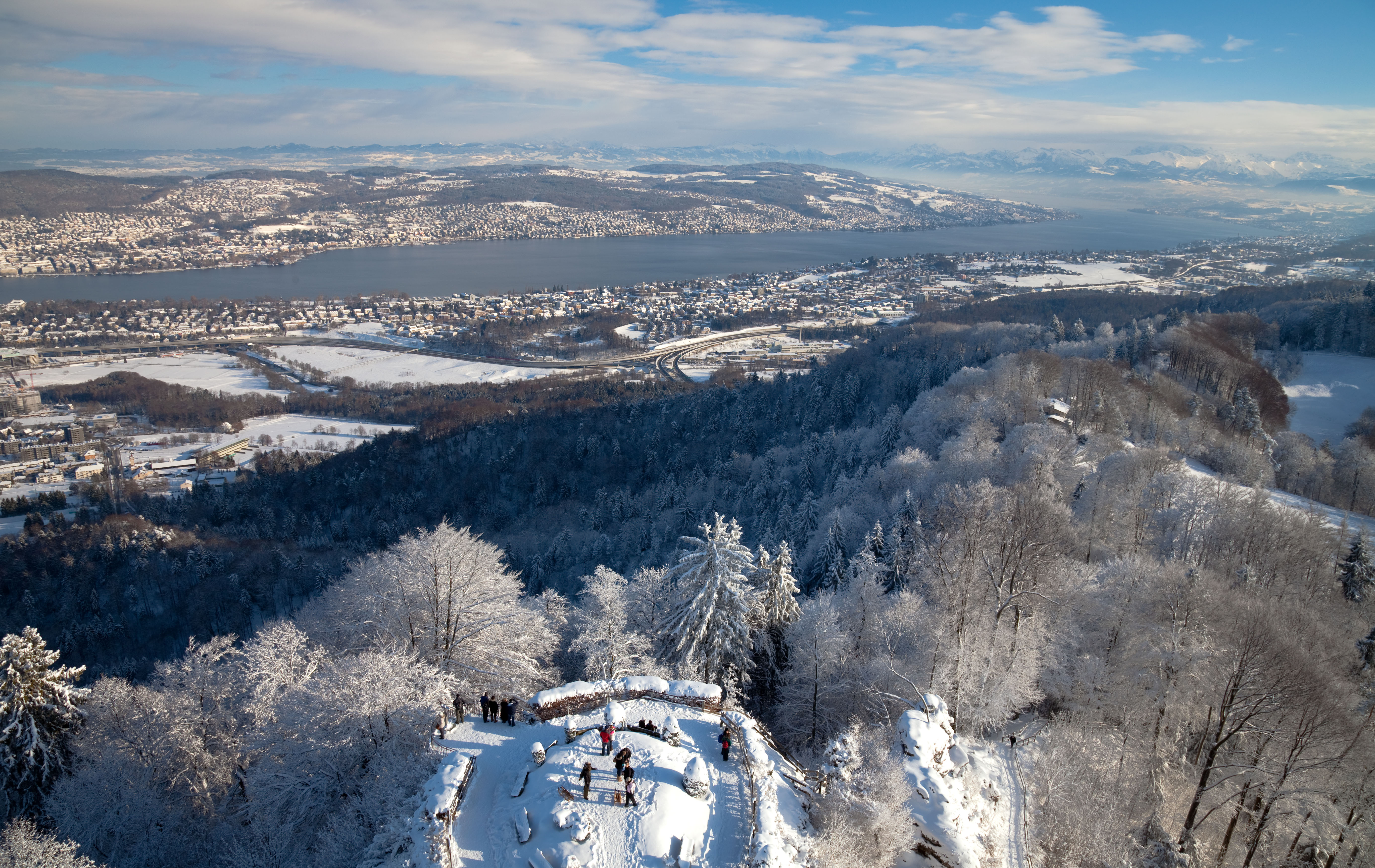
Panoramisch uitzicht vanaf de top van de communicatietoren